# Rahmens
 (février 2011).
Si vous disposez d'ouvrages ou d'articles de référence ou si vous connaissez des sites web de qualité traitant du thème abordé ici, merci de compléter l'article en donnant les références utiles à sa vérifiabilité et en les liant à la section « Notes et références ».
Rahmens est un duo de comédiens japonais composé de
- Jin Katagiri, acteur ;
- Kentaro Kobayashi, dramaturge, metteur en scène et acteur.

Les deux acteurs se sont rencontrés à l'école des beaux-arts. Ils ont formé leur duo en 1996 pour produire et présenter des courtes comédies nouvelles.

## Historique
À ses débuts, Rahmens est apparu dans des programmes télévisés. Après 2000, le duo s'est centré sur des activités théâtrales.
Les acteurs apparaissent en costumes noirs et pieds-nus sur la scène. Ils n’utilisent que la simple décoration scénique et expriment tout en pantomime. Selon Kobayashi, le dramaturge qui positionne Rahmens comme spécialiste de la courte comédie au Japon, la conception des comédies de Rahmens est la description de la vie normale des personnages anormaux.
En 2002, Kobayashi a fondé sa troupe de théâtre connue sous le nom de KKP. Depuis 2004, il fait aussi du théâtre en solo, Potsunen. 
Katagiri joue aussi dans des théâtres et programmes télévisés.